# Kp Nangka Gab
Kp Nangka Gab is een bestuurslaag in het regentschap Aceh Tenggara van de provincie Atjeh, Indonesië. Kp Nangka Gab telt 565 inwoners (volkstelling 2010).